# Никола Јоксимовић
Никола Јоксимовић (Земун, 23. децембар 1857 — Нови Сад, 16. мај 1901) био је српски новинар и главни уредник листа Браник.

## Биографија
У Земуну је завршио основну школу и три разреда реалне гимназије. Средњошколско образовање довршио је у Грацу, где је похађао гимназију. Иако је усмераван на технику више је био заинтересован за новинарство.
Каријеру је почео 1876. у земунском Граничару познатог новинара Јована Павловића, а објављује и у Милетићевој Застави. У белетристичким листовима објавио је више забавних и поучних ствари и расправа.
Када је, почетком 1885, дошао у Нови Сад био је већ познати новинар. Постаје уредник Српског кола, политичког листа Мише Димитријевића, где је заменио Јашу Томића. Након раскола у Српској народној слободоумној странци, либерална струја је 17. октобра 1885. покренула нови лист - Браник, а Јоксимовић је изабран за главног уредника. Под његовим уредништвом Браник је убрзо постао један од најзначајнијих српских листова у Аустроугарској. Полемисао је са Заставом, критиковао хрватску политику и одлуке Угарског сабора, коментарисао прилике у Србији и бранио народно-црквену аутономију. Његови чланци су најчешће излазили непотписани или под псеудонимом Ајакс.
Током седамнаест година колико је провео на функцији главног уредника Браника Јоксимовић се сврстао међу врхунске српске новинаре друге половине 19. века. Првобитно му је ментор био Миша Димитријевић, а касније др Михаило Полит Десанчић.
Матица српска га је изабрала за члана Књижевног одељења. У знак признања за заслуге Дружина Браника уписала га је у ред приложника Српске православне велике гимназије.
Сахрањен је на Алмашком гробљу.